# أرمان (مصور ضوئي)

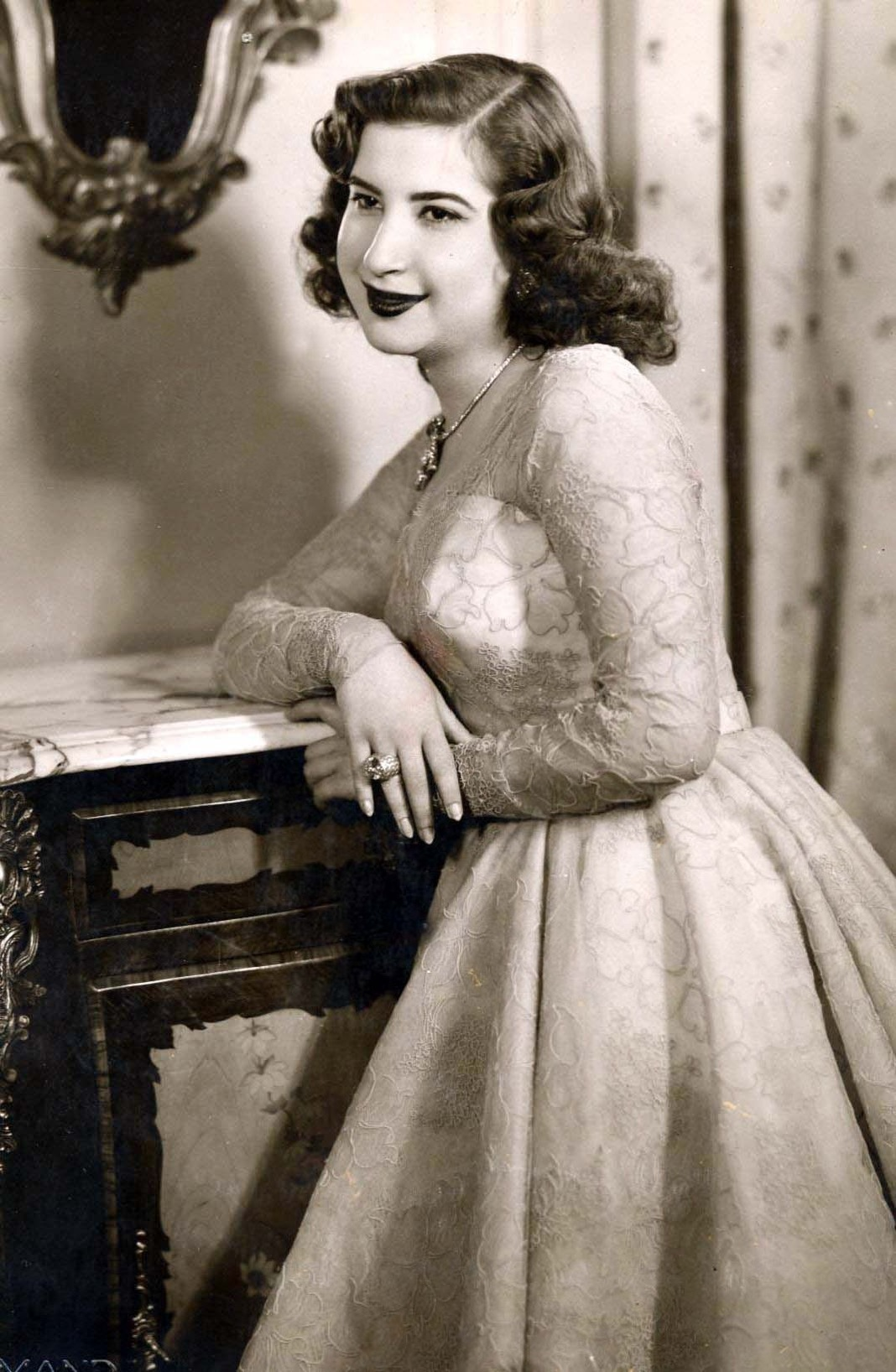
الملكة ناريمان بعدسة أرمان

أرمان (بالفرنسية: Armand)‏ هو الاسم الذي عُرف به المصور الضوئي المصري ـ من أصل أرمني ـ أرميناك أرزروني (1901 ـ 1963).
ولد أرميناك أرزروني (بالأرمنية: Արմենակ Արծրունի) في أرضروم ـ التي كانت آنذاك جزءًا من الإمبراطورية العثمانية ـ في أغسطس 1901، ثم نزح مع أبيه إلى مصر سنة 1907، حيث استقرت الأسرة بالإسكندرية. شغف أرميناك بالرسم منذ كان تلميذًا بالمدسة، ثم التحق بالعمل في ستوديو المصور نادر بالإسكندرية، وفي عام 1925 انتقل إلى القاهرة ليعمل مع المصور النمساوي اليهودي زولا، الذي اشتهر بتصوير البورتريه وكان الاستوديو الخاص به يقع في أرض الشريف قرب ميدان مصطفى كامل. أرسل زولا تلميذه أرمان إلى النمسا ليتعلم كيفية تلوين الصور المطبوعة بالأبيض والأسود إلى جانب تعلم الرسم بالفحم والطباشير. وعقب وفاة زولا سنة 1930 افتتح أرزروني استوديو خاصًا به سماه «ستوديو أرمان» في ميدان مصطفى كامل، وفي عام 1956 افتتح ستوديو جديدًا بشارع طلعت حرب.
تخصص أرمان في تصوير البورتريه، والتقط صورًا للعديد من السياسيين ونجوم السينما والراقصات الشرقيات، إلى جانب بعض أعضاء الأسرة العلوية المالكة. وبعد ثورة 1952 استمر أرمان في عمله، فالتقط صورًا للعديد من المشاهير من بينهم جمال عبد الناصر والعديد من قادة الدول الأجنبية الذين زاروا مصر. عمل ابنه «أرمان» مساعدًا له منذ بداية الستينيات، وورث الابن الاستوديو بعد وفاة والده سنة 1963، وكان يوقع الصور بنفس توقيع والده.